# Henschel Hs 293

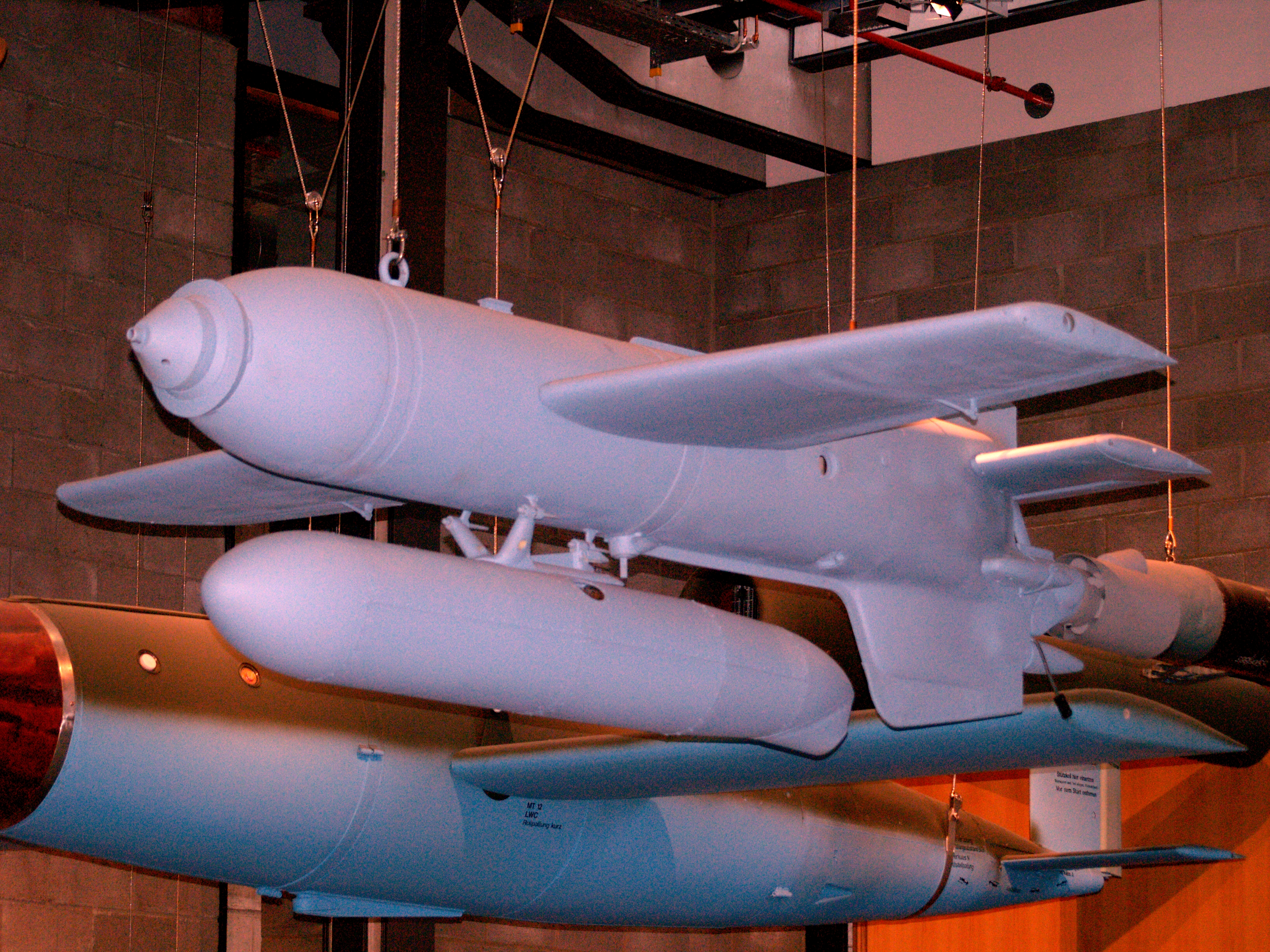
Um Hs 293 no Deutsches Technikmuseum.

O Henschel Hs 293 foi um míssil guiado antinavio da Alemanha, usado pela Luftwaffe na Segunda Guerra Mundial. Foi desenvolvido por Herbert A. Wagner.